# Nervijuncta bicolor
Nervijuncta bicolor är en tvåvingeart som beskrevs av Edwards 1927. Nervijuncta bicolor ingår i släktet Nervijuncta och familjen hårvingsmyggor. Inga underarter finns listade i Catalogue of Life.